# Monte Melbourne
El monte Melbourne es un enorme cono volcánico de gran belleza, dominando la proyección de la costa entre la bahía Wood y la bahía de Terra Nova, en la Tierra de la reina Victoria en la Antártida. Su altitud es de 2732 m.
Fue descubierto en 1841 por James Clark Ross, quien lo nombró así en reconocimiento a Lord Melbourne, primer ministro británico cuando se planeó la expedición.
El monte Melbourne es un volcán activo. Muchos conos jóvenes salpican las laderas y pueden haber erupcionado tan recientemente como en el siglo XVII o XIX. En el borde sur de la cima del cráter, así como a lo largo de una línea en la misma área, puede observarse actividad de fumarolas.
- Datos: Q739945
- Multimedia: Mount Melbourne / Q739945